# Музей Хехта

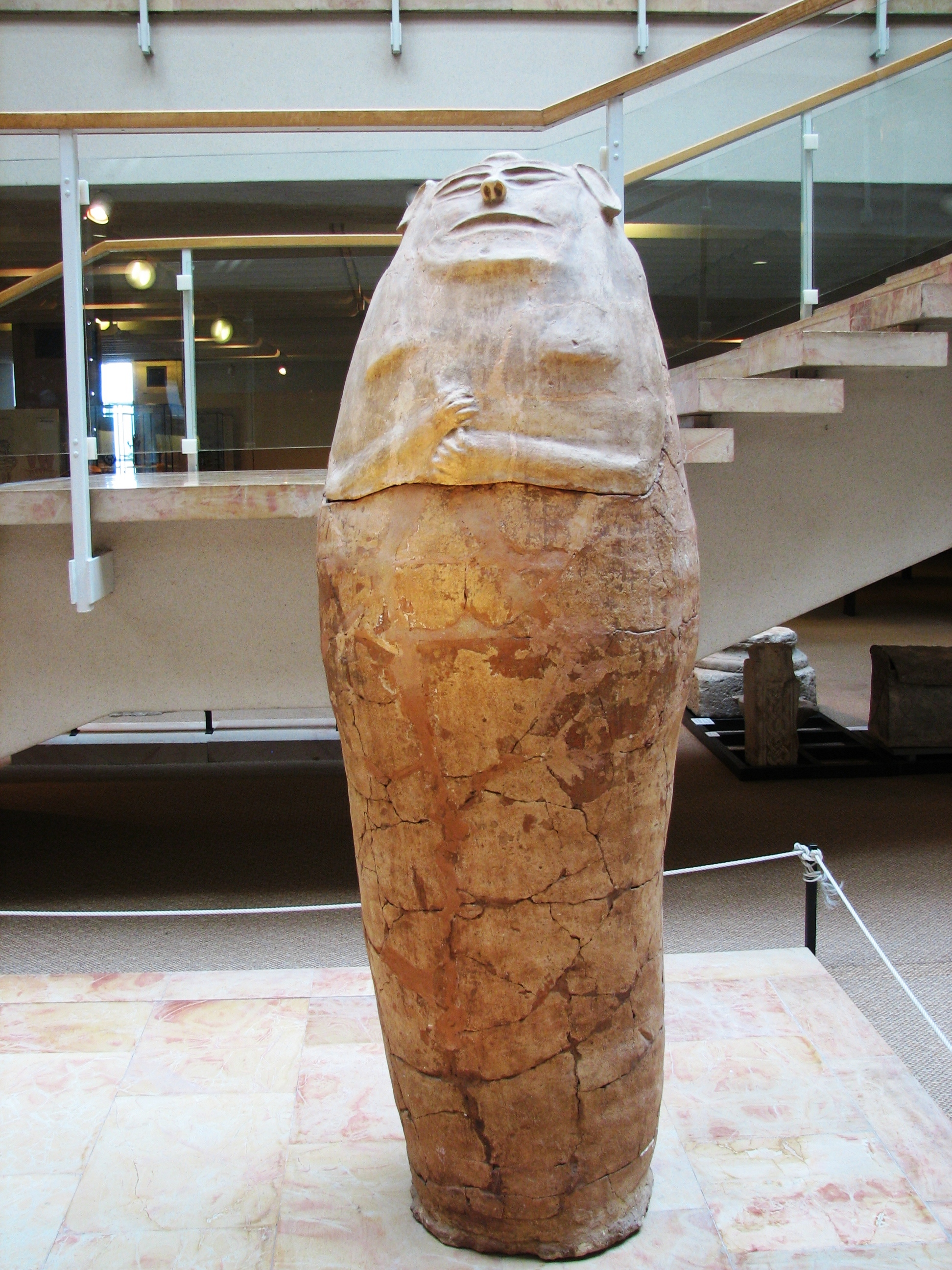
Человекоподобный гроб позднего бронзового века из Дейр-эль-Балаха

Музей Рубена и Эдит Хехтов — археологический музей, расположенный на территории Хайфского университета, Израиль.
Музей состоит из двух залов: археологическая секция с постоянными экспонатами по израильской археологии, жизни финикийцев и древних ремесел. В художественной секции экспонируются произведения искусства XIX века, в особенности импрессионизм и др.

## История

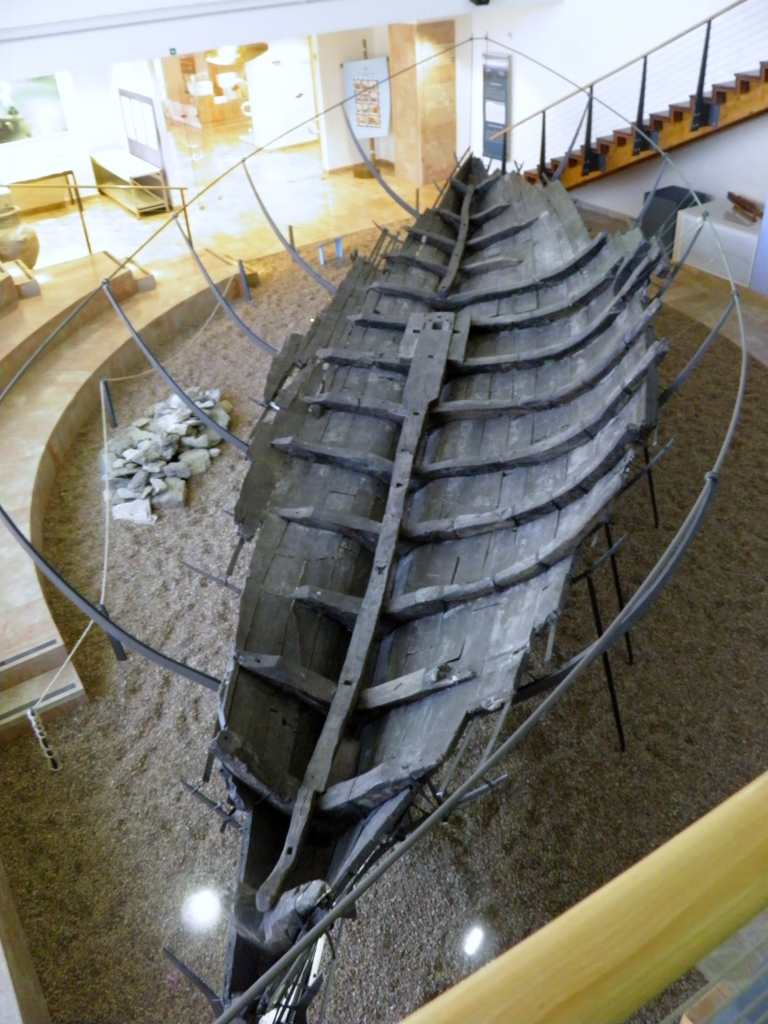
Лодка Мааган Майкл

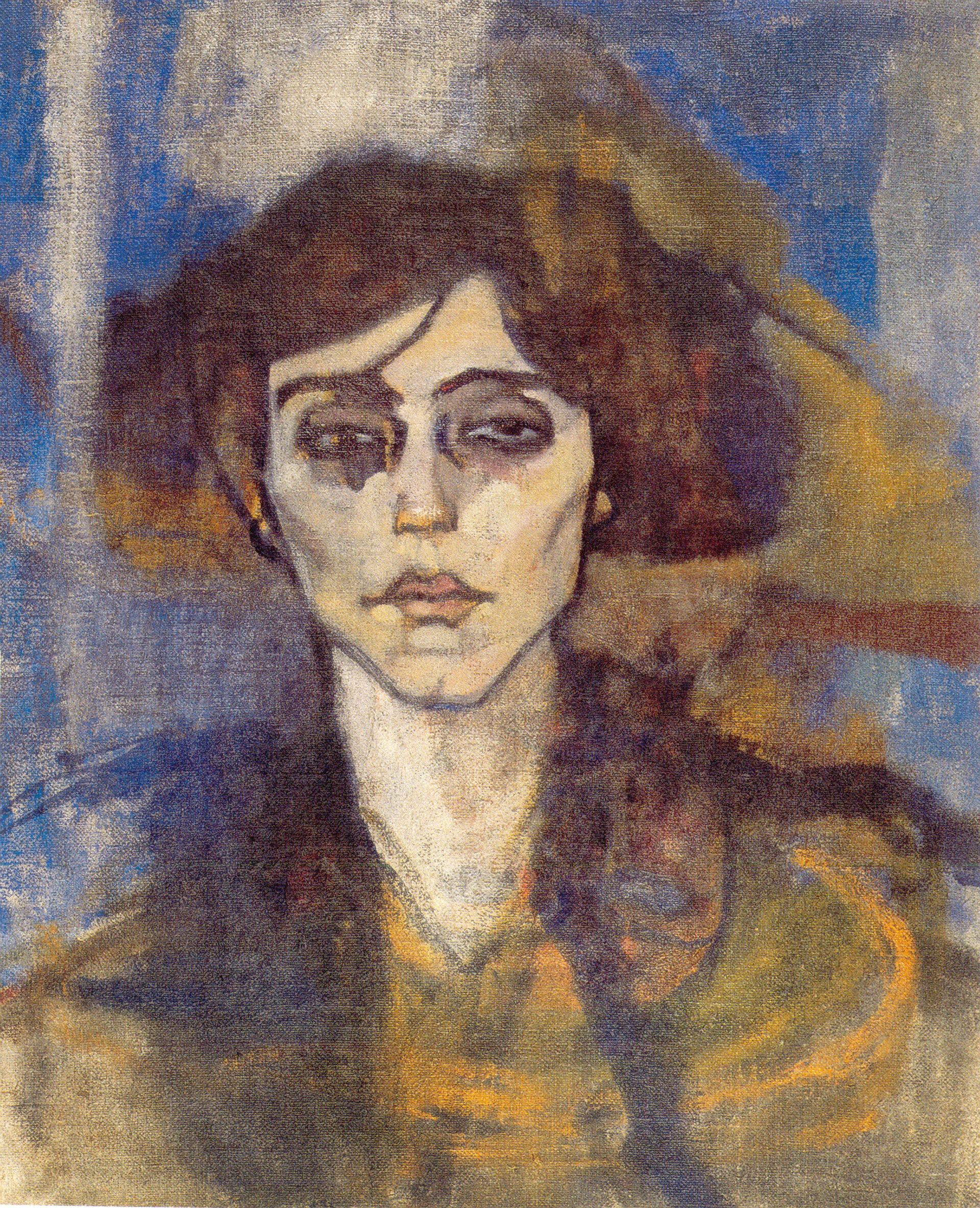
Амедео Модильяни, 1907, Портрет Мод Абрантес, холст, масло, 81 x 54 см

Музей Хехта был основан в 1984 году Рубеном Хехтом, директором Dagon Silos и одним из основателей Совета управляющих Хайфского университета. В течение шестидесяти лет Гехт собирал археологические артефакты, представляющие материальную культуру Земли Израиля в древние времена . Его особенно интересовали находки от ханаанского периода до конца византийского периода . Хехт считал, что археология была важным выражением сионизма, и эти древние артефакты были доказательством связи между еврейским народом и историческим регионом «Земля Израильская» .

## Экспонаты
Экспонаты музея отображают археологию и историю Земли Израиля в хронологической последовательности, от медного века до византийского периода.
Экспонаты включают монеты, гири, семитские печати, украшения, артефакты из раскопок Храмовой горы; предметы, относящиеся к финикийской металлообработке, деревообработке, каменным сосудам, стеклоделию и мозаики.
В музее также находится корабль "Мааган Майкл " — обломки торгового судна V века до нашей эры. Художественная коллекция музея включает французскую живопись Барбизонской школы, импрессионизма, постимпрессионизма и Парижской школы, а также еврейское искусство середины XIX и начала XX века.
Музею принадлежат картины Жана-Батиста-Камиля Коро, Эдуарда Мане, Клода Моне, Камиля Якоба Писсарро, Винсента Ван Гога, Амедео Модильяни, Макса Либермана .

## Деятельность
В музее есть акустический зал на 380 мест и орган, построенный Гидеоном Шамиром из частей органов, использовавшихся в церквях по всей стране более века назад. Он также служит учебным центром для студентов и ученых-исследователей, предлагая дополнительные исследования в области археологии, искусства, Библии и истории для школьников, солдат, учителей и широкой общественности.
Музей проводит ежегодный художественный конкурс для старшеклассников, солдат и студентов, изучающих изобразительное искусство. Победители конкурса получают стипендии от Hecht Foundation, который также присуждает стипендии магистрам и докторам наук, студентам факультетов археологии и морской археологии .
Музей проводит научные конференции, симпозиумы, семинары и лекции, издает каталоги своих археологических и художественных выставок.

## Журнал
Институция издает «Михманим» — музейный журнал, который публикует научные статьи об археологических исследованиях и артефактах из музейной коллекции.